# Diophantus (cràter)
Diophantus és un cràter d'impacte lunar que es troba a la part sud-oest del Mare Imbrium. Forma una parella amb el cràter de major grandària Delisle, situat més cap al nord. Diophantus té una àmplia paret interior i una baixa altura central. Al nord apareix la rima sinuosa designada Rima Diophantus, dita així pel cràter. Presenta un petit cràter prop de l'exterior de la paret sud-oest.

## Rima Diophantus
Aquesta esquerda segueix una trajectòria, en general, d'est a oest a través del Mare Imbrium. Es centra a les coordenades selenogràfiques 31.0 ° N, 32.0 ° W, i té un diàmetre màxim de 150 km. Diversos petits cràters prop d'aquest canal lunar han rebut noms de la UAI. Aquests s'enumeren en la taula següent:
| \| Cràter \| Coordenades \| Diàmetre \| Origen del nom \| \| --------- \| ------------------------------------ \| -------- \| ------------------- \| \| Isabel \| 28° 12′ N, 34° 06′ O / 28.2°N,34.1°O \| 1 km \| Nom femení espanyol \| \| Louise \| 28° 30′ N, 34° 12′ O / 28.5°N,34.2°O \| 0.8 km \| Nom femení francès \| \| Samir \| 28° 30′ N, 34° 18′ O / 28.5°N,34.3°O \| 2 km \| Nom masculí àrab \| \| Walter[1] \| 28° 00′ N, 33° 48′ O / 28.0°N,33.8°O \| 1 km \| Nom masculí alemany \| |                                      |          |                     |
| Cràter | Coordenades                          | Diàmetre | Origen del nom      |
| Isabel | 28° 12′ N, 34° 06′ O / 28.2°N,34.1°O | 1 km     | Nom femení espanyol |
| Louise | 28° 30′ N, 34° 12′ O / 28.5°N,34.2°O | 0.8 km   | Nom femení francès  |
| Samir | 28° 30′ N, 34° 18′ O / 28.5°N,34.3°O | 2 km     | Nom masculí àrab    |
| Walter[1] | 28° 00′ N, 33° 48′ O / 28.0°N,33.8°O | 1 km     | Nom masculí alemany |

| [1] | No s'ha de confondre amb el gran cràter Walther situat en l'hemisferi sud, que s'identifica erròniament com 'Walter' en algunes publicacions. |

El cràter Samir té raigs brillants que s'estenen per més de 70 km.

## Cràters satèl·lit
Per convenció aquests elements són identificats en els mapes lunars posant la lletra en el costat del punt mitjà del cràter que està més prop de Diophantus.
|            | \| Diophantus \| Coordenades \| Diàmetre \| \| ---------- \| ------------------------------------ \| -------- \| \| B \| 29° 06′ N, 32° 30′ O / 29.1°N,32.5°O \| 6 km \| \| C \| 27° 18′ N, 34° 42′ O / 27.3°N,34.7°O \| 5 km \| \| D \| 26° 54′ N, 36° 18′ O / 26.9°N,36.3°O \| 4 km \| |          |
| Diophantus | Coordenades | Diàmetre |
| B          | 29° 06′ N, 32° 30′ O / 29.1°N,32.5°O | 6 km     |
| C          | 27° 18′ N, 34° 42′ O / 27.3°N,34.7°O | 5 km     |
| D          | 26° 54′ N, 36° 18′ O / 26.9°N,36.3°O | 4 km     |

Els següents cràters han estat canviats de nom per la UAI.
- Diophantus A: Veure Artsimovich.

## Galeria

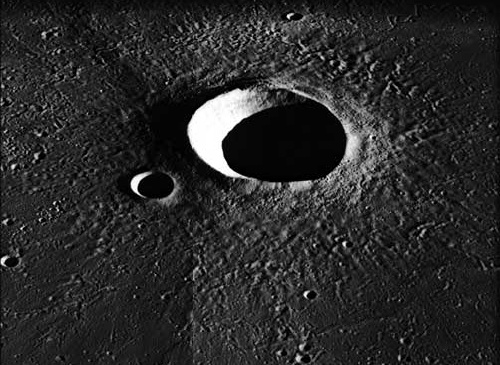
Vista obliqua de Diophantus des de l'Apol·lo 17, amb el sol sota sobre l'horitzó. Diophantus C a l'esquerra.
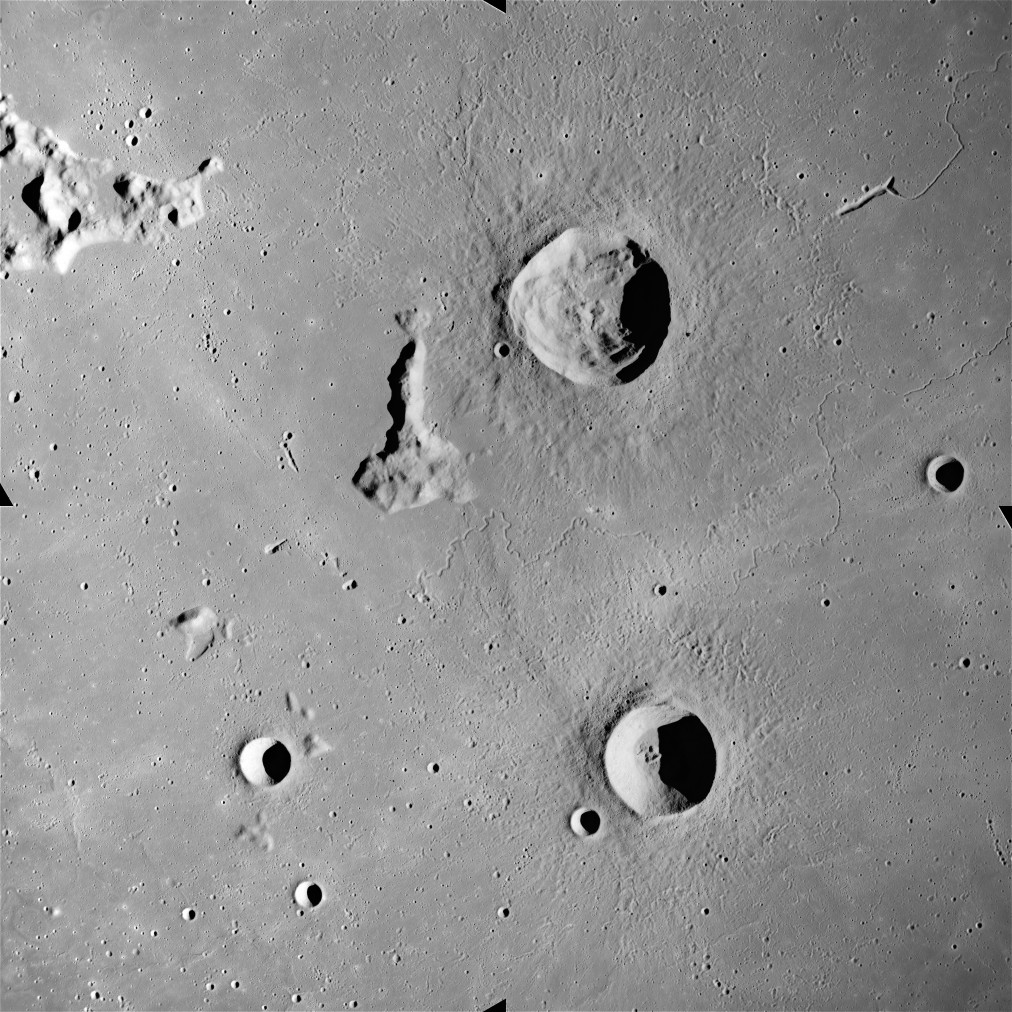
Fotografia de la missió Apol·lo 15
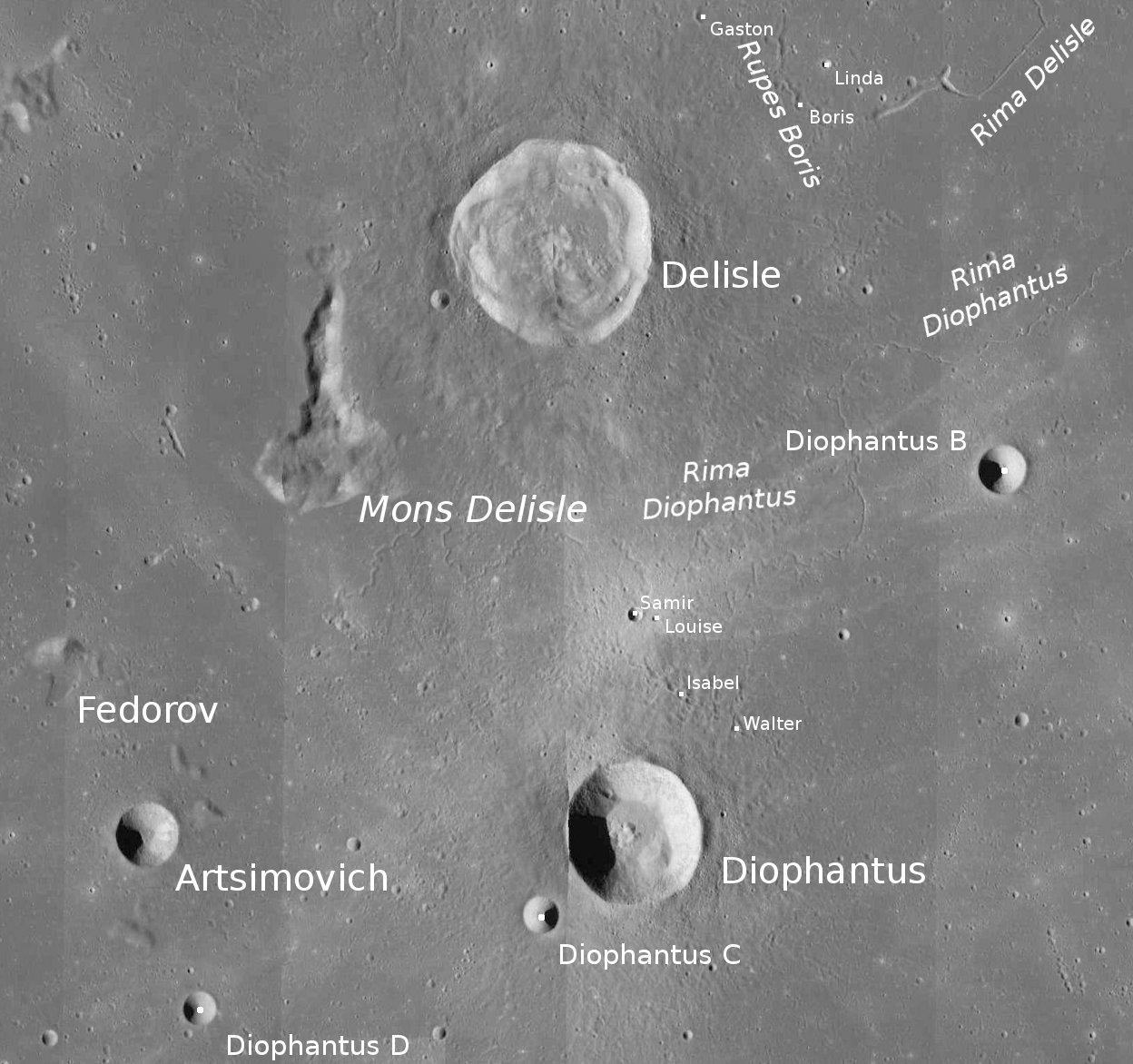
Localització de Diophantus. Fotografia de la missió LRO